# Otto Schmirgal
Otto Schmirgal (* 15. Dezember 1900 in Bentschen, Kreis Meseritz (Provinz Posen); † 24. Oktober 1944 in Brandenburg an der Havel) war Arbeiter, Politiker (KPD) und Widerstandskämpfer gegen das NS-Regime.

## Leben
Otto Schmirgal, Sohn eines Eisenbahnschaffners, war gelernter Schmied. Nachdem Bentschen infolge des Friedensvertrags von Versailles Grenzort auf polnischer Seite geworden war, musste er als Achtzehnjähriger mit seiner Mutter und vier kleineren Geschwistern flüchten. Es verschlug sie nach Reppen. Er arbeitete dort erst bei der Eisenbahn, später als Emailbrenner. Als gewerkschaftlich organisierter Metallarbeiter wurde er in den Betriebsrat gewählt. Deshalb wurde er bei passender Gelegenheit als Erster entlassen. Bei zwei Firmen in Küstrin und in Thüringen ereilte ihn dasselbe Schicksal. 1924 siedelte er schließlich nach Berlin über.
Hier wurde er 1925 Mitglied der KPD. Er wurde auch hier mehrmals aus politischen oder gewerkschaftlichen Gründen entlassen. Seit 1927 war er bei der Straßenbahn beschäftigt. Hier wurde er bald wieder in den Betriebsrat gewählt. Nach der Spaltung der Gewerkschaft schloss er sich der RGO an. 1929 entstand die Berliner Verkehrsgesellschaft (BVG) als Zusammenschluss der städtischen U-Bahn, der Straßenbahn und der Buslinien. 1932 war Schmirgal an der Vorbereitung und Durchführung des Berliner BVG-Streiks beteiligt. Er gehörte der Streikleitung an, in der auch mehrere Nationalsozialisten aus der NSBO vertreten waren. Schmirgal war der Hauptredner auf den Versammlungen, wie aus den Protokollen der mitschreibenden Polizei hervorgeht. Als sich Schmirgal und zwei weitere Streikführer am 5. November zu Verhandlungen in die BVG-Zentrale begaben, wurden sie verhaftet.

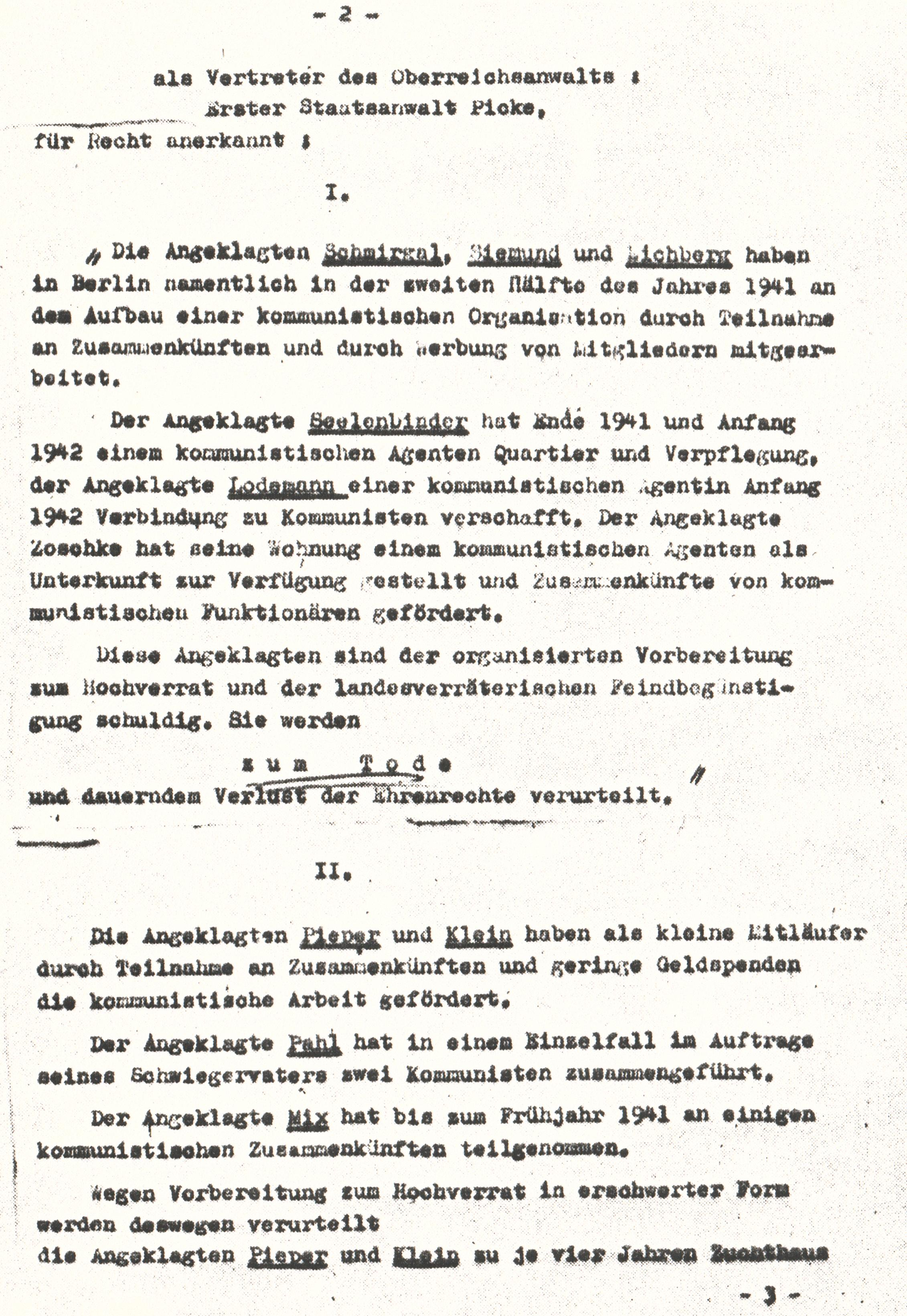
Todesurteil gegen Otto Schmirgal

Im März 1933 wurde er für die KPD als Abgeordneter in den preußischen Landtag gewählt, konnte aber wegen der einsetzenden Verfolgung durch die Nationalsozialisten sein Mandat nicht ausüben. Schmirgal ging in den Untergrund, wurde aber schon im August 1933 erstmals wegen antifaschistischer Tätigkeit verhaftet und im KZ Columbiahaus inhaftiert. Anschließend war er im Zuchthaus Brandenburg sowie im KZ Esterwegen in „Schutzhaft“. Nach seiner Freilassung im September 1934 arbeitete er als Notstandsarbeiter beim Bau der Autobahn und ab 1937 als Rundschleifer bei der Zahnradfabrik Friedrichshafen in Wittenau. Ohne besondere Begründung wurde er 1939 nach dem gescheiterten Attentat Georg Elsers auf Hitler in München wieder für einige Zeit in Schutzhaft genommen. Während des Zweiten Weltkriegs wirkte er in der antifaschistischen Gruppe um Robert Uhrig. Er war Leiter der Zelle in der Zahnradfabrik in Wittenau. Am 4. Februar 1942 wurde er erneut verhaftet, diesmal unter dem Vorwand „systematischer Störung der Kriegsproduktion“. Inhaftiert wurde er im Zellengefängnis Moabit, wo er Werner Seelenbinder kennenlernte, dann im Arbeitserziehungslager Wuhlheide, von dort kam er ins Arbeitserziehungslager Großbeeren. Am 5.  September 1944 wurde er mit Werner Seelenbinder, Hans Zoschke und zehn weiteren Angeklagten wegen „kommunistischer Parteiarbeit“ vom 5. Senat des Volksgerichtshofs zum Tod verurteilt und im Zuchthaus Brandenburg hingerichtet. Nach der Hinrichtung wurde sein Leichnam im Krematorium Brandenburg verbrannt.

## Ehrungen

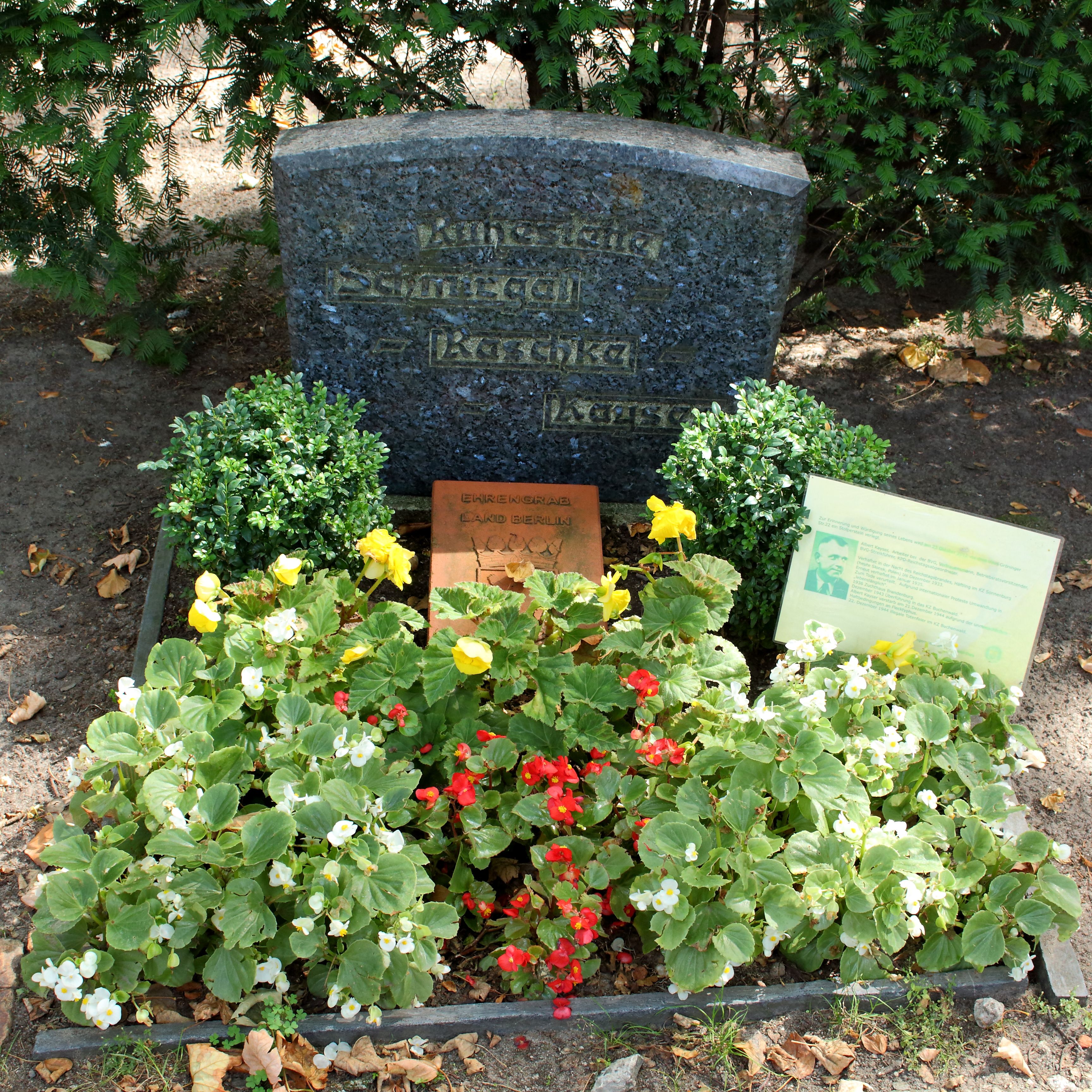
Grabstätte

- Otto Schmirgals Ehrengrab befindet sich auf dem Städtischen Urnenfriedhof Seestraße in Berlin-Wedding.
- Nach Schmirgal wurde 1962 eine Straße im Berliner Bezirk Lichtenberg benannt.[1]
- Bis 1990 gab es im Ostseebad Zinnowitz ein FDGB-Ferienheim, das ebenfalls nach ihm benannt war.
- Bis zur Wende hing im Vestibül des BVG-Gebäudes in der Rosa-Luxemburg-Straße Ecke Dircksenstraße eine Gedenktafel, die an die Widerstandskämpfer Otto Schmirgal und Albert Kayser erinnerte. Sie ist verschwunden.[2]
- Inzwischen gibt es eine neue Gedenktafel im Eingangsbereich der BVG-Zentrale, Holzmarktstraße 15.[3]